# Samtgemeinde Papenteich
Samtgemeinde Papenteich er en Samtgemeinde ("fælleskommune" eller amt) i den sydlige del af Landkreis Gifhorn i den tyske delstat Niedersachsen, beliggende cirka 10 km syd for Gifhorn, og 15 km nord for Braunschweig. Samtgemeinde Papenteich hvis administration ligger i Meine, blev etableret 2. oktober 1970 og består af 6 kommuner med 19 landsbyer. Ved udgangen af 2012 var der i alt 	23.435 indbyggere

## Geografi
Samtgemeinde Papenteich ligger på højdedraget Papenteich, som den har navn efter, mellem Harzen og Lüneburger Heide og ligger lige nord for byen Braunschweig. Amtet har et areal på 11.083 ha, hvoraf 14,3 % er bebyggelse og trafikanlæg

## Nabokommuner og kreise
| Meinersen       | Gifhorn      | Isenbüttel          |
| Landkreis Peine |              | Wolfsburg           |
|                 | Braunschweig | Landkreis Helmstedt |

| Kommuner i Samtgemeinde Papenteich med tilhørende landsbyer | Kommuner i Samtgemeinde Papenteich med tilhørende landsbyer | Kommuner i Samtgemeinde Papenteich med tilhørende landsbyer | Kommuner i Samtgemeinde Papenteich med tilhørende landsbyer | Kommuner i Samtgemeinde Papenteich med tilhørende landsbyer                                                        |
| ----------------------------------------------------------- | ----------------------------------------------------------- | ----------------------------------------------------------- | ----------------------------------------------------------- | --- |
| Kommuner                                                    | Indbyggere (31. dec 2003)                                   | Areal: i km²                                                | Befolkningstæthed indb./km²                                 | Landsbyer |
| Adenbüttel                                                  | 1.724                                                       | 13,71                                                       | 126                                                         | Adenbüttel, Rolfsbüttel                                                                                            |
| Didderse                                                    | 1.404                                                       | 7,41                                                        | 189                                                         | Didderse |
| Meine                                                       | 8.070                                                       | 38,73                                                       | 207                                                         | Abbesbüttel, Bechtsbüttel, Grassel, Gravenhorst, Meine, Meinholz, Martinsbüttel, Ohnhorst, Wedelheine, Wedesbüttel |
| Rötgesbüttel                                                | 2.280                                                       | 10,83                                                       | 211                                                         | Rötgesbüttel |
| Schwülper                                                   | 6.627                                                       | 20,89                                                       | 317                                                         | Hülperode, Klein Schwülper, Lagesbüttel, Rothemühle, Groß Schwülper, Walle                                         |
| Vordorf                                                     | 3.326                                                       | 19,26                                                       | 173                                                         | Eickhorst, Rethen, Vordorf                                                                                         |